# José María Matrés Manso
José María  Matres Manso (Guinea Española, 1954) es un diplomático español. Embajador de España en Malí (2013-2017) y en Indonesia (2017-2021).

## Carrera diplomática
Tras licenciarse en Derecho en la Universidad Complutense de Madrid, accedió a la carrera diplomática, donde se diplomó en Estudios Internacionales (1981).
Sus primeros destinos diplomáticos le llevaron hasta las representaciones españolas en: Irán, República Popular China, Japón, Canadá y Suecia. Durante su carrera diplomática ha sido: director general adjunto de Relaciones Económicas Multilaterales y Cooperación, Jefe Adjunto de la Embajada de España en Tailandia y Cónsul General de España en Shanghái, Orán y Caracas. Fue Director de División de Asuntos Schengen en la Dirección General de Asuntos y Asistencia Consulares y fue nombrado Cónsul General de España en São Paulo (2010).  
Fue embajador de España en Malí (2013-2017), y posteriormente en Indonesia y Timor Oriental (2017-2021).